# Passonfontaine
Passonfontaine é uma comuna francesa na região administrativa de Borgonha-Franco-Condado, no departamento de Doubs. Estende-se por uma área de 19,49 km². Em 2010 a comuna tinha 333 habitantes (densidade: 17,1 hab./km²).